# Thoatherium
 Thoatherium  is een geslacht van uitgestorven zoogdieren behorend tot de Litopterna die in het Vroeg-Mioceen in Zuid-Amerika leefden.

## Beschrijving
Thoatherium had het formaat van een Indische muntjak met een kopromplengte van 75 centimeter en een gewicht van 15 tot 18 kilogram. De slanke lichaamsbouw vertoonde meerdere kenmerken van een gazelle. In verhouding tot het postuur waren de poten vrij lang, zodat kan worden verondersteld dat Thoatherium een snelle renner was. De zijtenen waren sterk gereduceerd zoals bij paarden, hoewel dit bij Thoatherium nog extremer het geval was dan bij de hedendaagse paarden van het geslacht Equus. Hierdoor kwam het gewicht op de middelste teen.

## Leefwijze
Aan de hand van het gebit kan opgemaakt worden, dat Thoatherium zich met bladeren voedde.

## Vondsten
Resten van Thoatherium werden gevonden in Argentinië in de Santa Cruz-formatie. De fossielen zijn vaak nabij resten van apen en boomstekelvarkens gevonden, dat er op wijst dat Thoatherium in beboste gebieden voorkwam.